# 埃尔福特火车总站
埃尔福特火车总站（德語：Erfurt Hauptbahnhof）坐落于从哈勒至贝布拉的图林根铁路的运转中心点，为德国铁路运输的重要枢纽。作为德国图林根州首府埃尔福特的火车总站，州内众多呈放射状分布的支线铁路都是在此与长途运输网络交汇。车站在2006年共发送旅客1250万人次，平均每日达3.4万人次。
车站于2004年至2008年进行了重建，并将在纽伦堡－埃尔福特高速铁路和埃尔福特－莱比锡/哈勒新建铁路完工后，实现对柏林－慕尼黑和法兰克福－德累斯顿长途通道之间的串联。

## 方位
埃尔福特火车总站位于埃尔福特的老城区内，距离始建于14世纪的旧城墙边上的安格广场以南约500米。其南部与略伯郊区和达伯施泰特两个城市分区接壤。火车总站附属的调车场、货运场及线路所则地处克连普费郊区的东部。那里以及达伯施泰特曾建有大量的铁路职工宿舍。车站本身的南缘和北缘则分别与调洪河槽及维利·勃兰特广场相邻。从车站下方可直接通往服务于市内的公共交通场所——站前大街（Bahnhofstraße）。那里开行有城铁1号、3～6号线以及多条巴士线路。另外一些巴士则停靠在距离车站北侧约150米处的瓦格纳市长大街（Bürgermeister-Wagner-Straße）上。在相邻的库尔特·舒马赫大街（Kurt-Schumacher-Straße）可以驾车直接通抵车站、停车场、的士站和城际酒店。而历史悠久的车站酒店，即埃尔福特饭店，曾于1970年5月用作承办由维利·勃兰特和维利·斯多夫主持的埃尔福特峰会。如今它已被改作商业楼宇。

## 历史

### 1846年－1890年
埃尔福特火车总站在历史上曾历经多次重建和改建。其最初的建设是极富争议的。由于在埃尔福特城防设施以内仅剩极为有限的空间可用，而在城防设施以外、即克连普费费尔德（Krämpferfeld）东侧的施密特施泰特门（Schmidtstedter Tores）周边成为一个理想的建站场地。然而，时任埃尔福特市长的卡尔·腓特烈·瓦格纳仍呼吁将选址定在城防设施以内，并且普鲁士当局和军方也要求铁路的走向必须穿过城墙，以使它们能在危急状况下禁止铁路通行。1845年7月，相关决定最终落实：车站将建于城墙以内，即高位炮台的北侧。

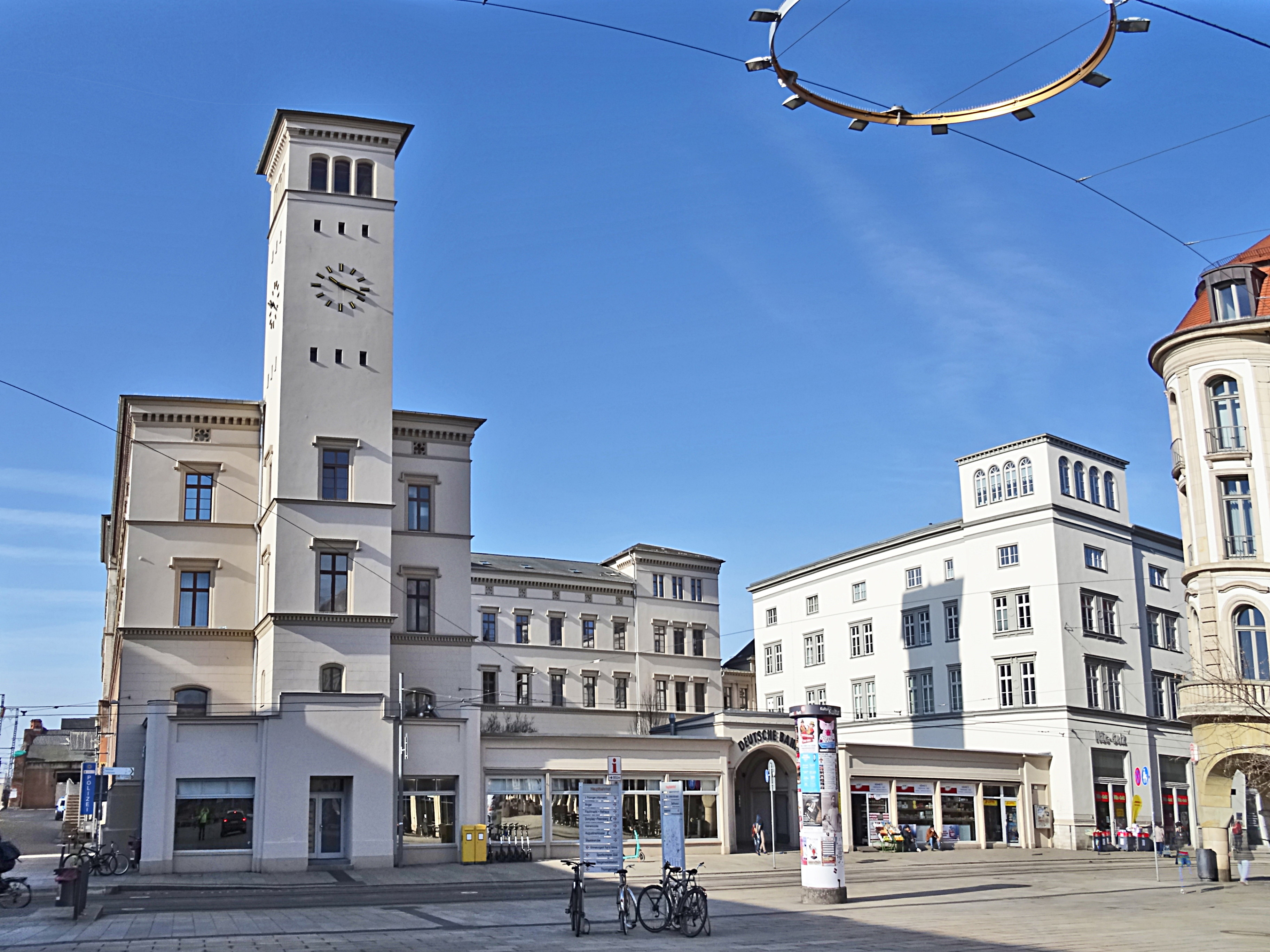
首座车站大楼 (1847–1890)

首座车站是作为修筑图林根铁路的一部分，由图林根铁路公司在1846年建造。由于选址问题，因此还需要建造穿透城墙的双孔隧道以及跨越要塞沟壕的多座木桥。在魏玛－埃尔福特路段于1847年4月1日通车的当天，所有建筑物乃至车站大楼也同时落成，并至1852年最终完工。除了尚未完工的车站大楼，车站在开业时已能够配备提供扇形车库、货棚、车辆库、焦炭库、马车棚、备用机车库和维修车间等设施。而在车站开业仅数年后，这些设施便已无法满足不断增长的业务需求。在1850年规划的两座建筑，即额外增加的各一座货棚和车辆库已于1854年完工。扇形车库在1852年进行了必要的扩建，而货运设施也自1855年其得到加宽。一年后，在维修车间的侧翼增建了一个额外的楼层，焦炭库也能够在机车燃料转换为无烟煤后，被改造为一个包含大型转车盘在内的机车库。
货运设施在1860年得到进一步扩大。当中除了扩大两座既有的货棚外，还新建了第三座货棚。在城防设施以内的空间不足问题愈发明显，图林根铁路公司不得不在1865年于施密特施泰特门周边购入大片土地以建造一座货运车站。然而建筑工程由于普奥战争在1866年爆发而被迫推迟，并直到随后一年才得以启动。1872年，货运车站随着货棚在前一年完成转移后正式投入运营，然而，整个项目直到五年后才于1877年完全建成。
自埃尔福特火车总站投入运营起，在铁路运行图中便有每日4对列车往返于哈勒至埃尔福特之间，其行车时间为三小时至三个半小时。十年后，在1857年夏天，每日已有两对快速列车、三对普客列车以及一对客货混编列车在哈勒至艾森纳赫之间经由埃尔福特运行。
1869年8月17日，诺德豪森-埃尔福特铁路公司（Nordhausen-Erfurter-Eisenbahn-Gesellschaft）开通了诺德豪森－埃尔福特铁路。该铁路线在埃尔福特的终点最初是设在施密特施泰特费尔德的诺德豪森车站（Nordhäuser Bahnhof），然而，它从一开始便存在着一条通往图林根铁路公司车站的转轨器，并自1872年起将旅客列车引入那边。诺德豪森车站自此仅办理货运业务，其车站大楼如今也成为了一栋住宅。同样的，桑格豪森－埃尔福特铁路在埃尔福特路段于1881年10月24日通车之初也是使用自己的终点站，即桑格豪森车站（Sangerhäuser Bahnhof）。它位于诺德豪森车站不远处，并在几年后通过自1863年起完成复线改造的图林根铁路往伊尔沃斯格霍芬王家盐矿路段被并入图林根车站。桑格豪森车站此后亦仅办理货运业务。
首座埃尔福特车站的三层楼高车站大楼仍然保存至今并由现德国铁路股份公司所使用。它位于当今火车总站的西侧，并漆以白色/橄榄色外立面。以往，由于站前大街的低密度发展，老车站大楼的塔楼可从远处望见。更为重要的是，人们从塔楼内也可以清晰望见埃尔福特城墙。这座建筑是从1847年运营至1890年，并在此后成为埃尔福特铁路局的所在地。

### 1890年－2002年

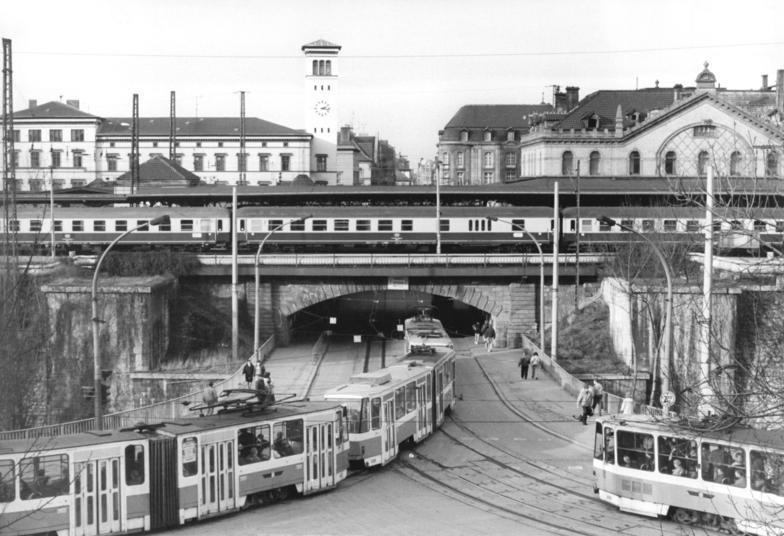
车站南侧，1990年

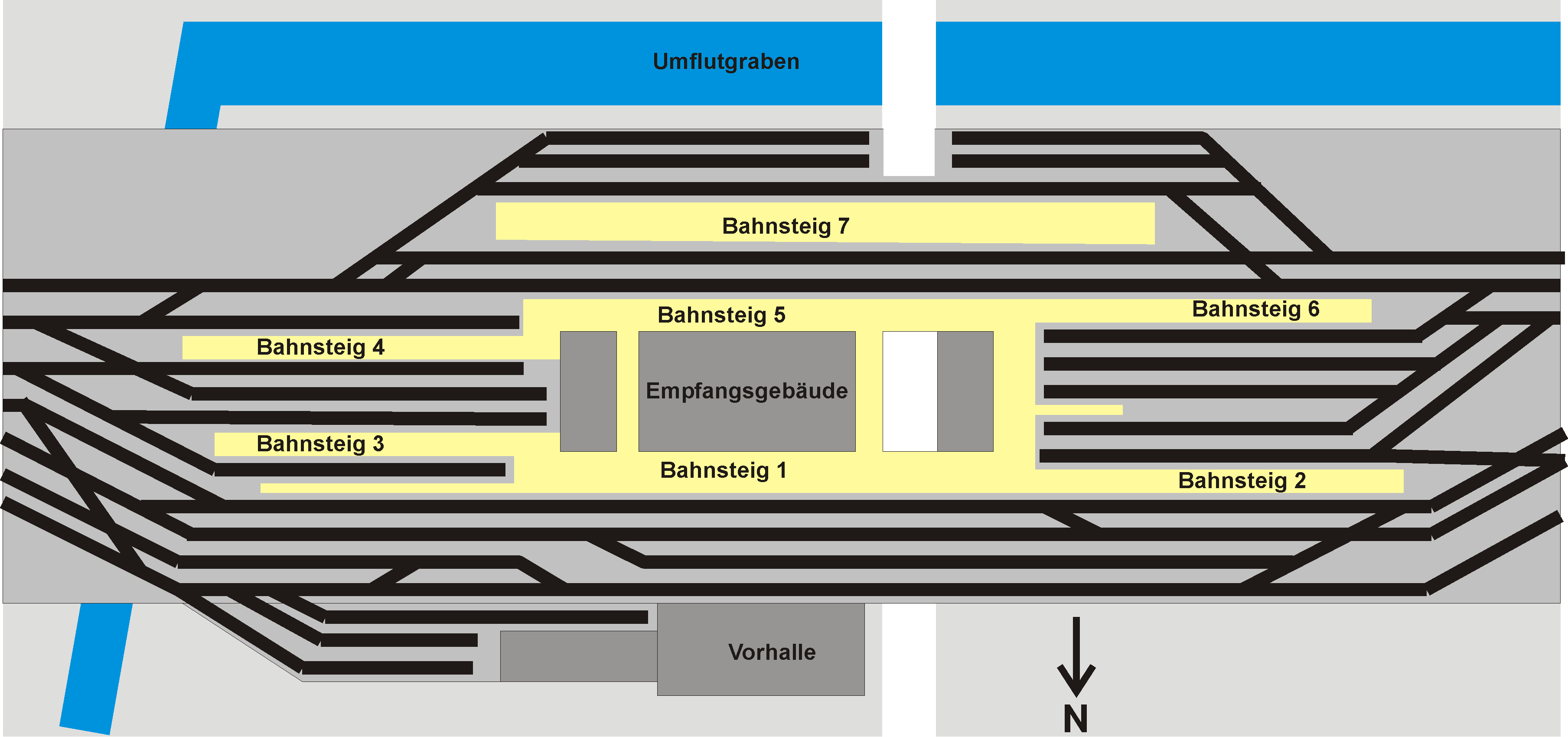
1957年的轨道设施

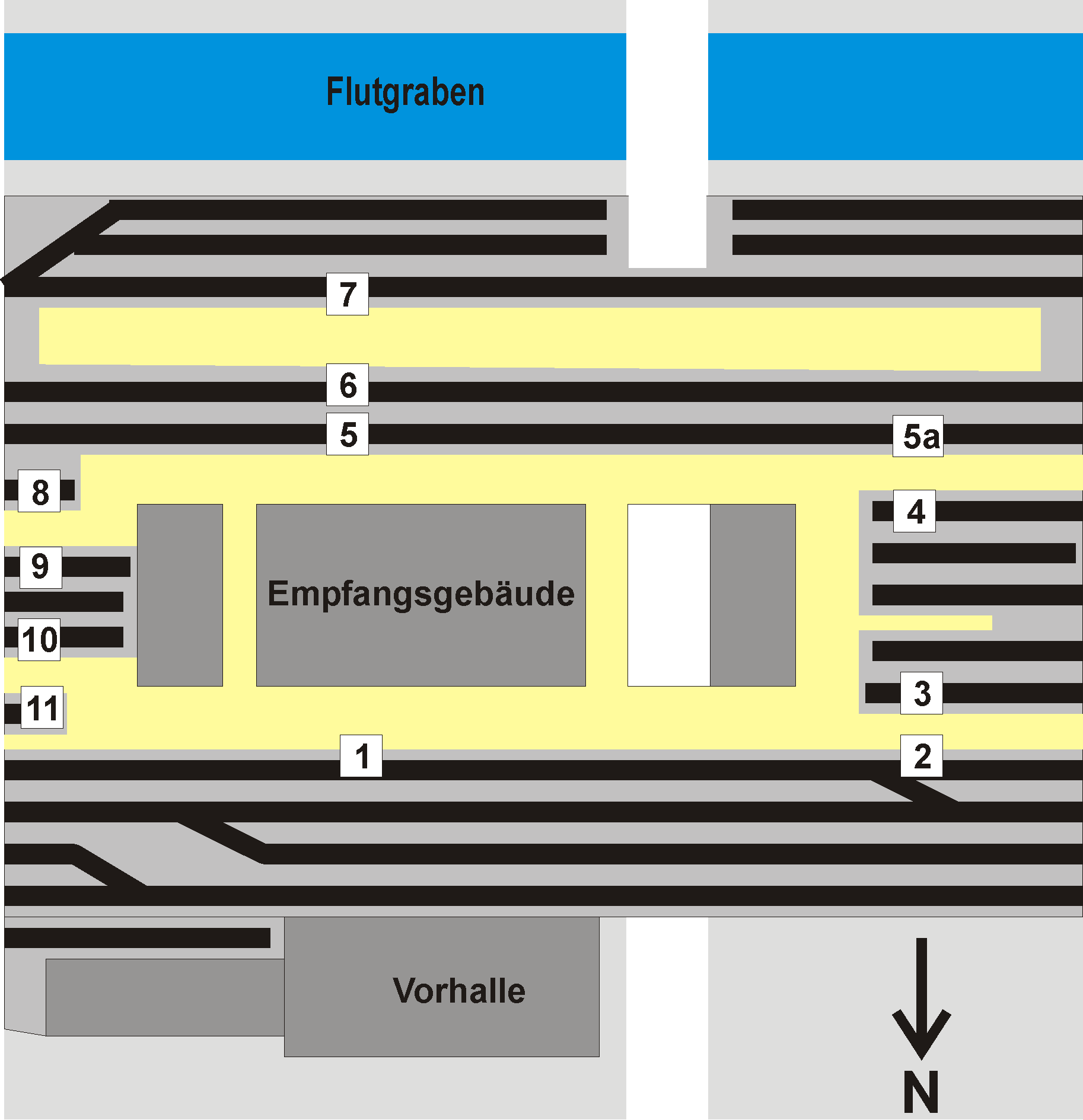
1975至2005年使用的月台编号

配备岛式月台的第二座火车总站大楼是自1887年起根据铁路官员爱德华多·凯尔和政府建筑师奥托·艾尔兰德森的蓝图建造，并于1893年投入运营。它位于首座车站大楼以东30米处，并涵括了地处站前广场旁、带有商店和售票处的车站前厅，以及在轨道之间的车站大楼本体。建筑采用历史主义风格设计，配以黄色的正面砖墙和红色的砂岩壁檐。轨道则采用堤道设计，位于原城墙的上方。
车站5号和6号月台的南侧是从贝布拉往哈勒主线的通过式到发线，而反方向到发线则位于1号和2号月台的北侧。1号月台在1912年还额外加装了一个转辙器，这使得在1号和2号站台的两班列车可以实现连续到发。同时在车站北端还有两条用作货物运输的轨道，它连接了埃尔福特货运站至新迪滕多夫。4号月台的东端尽头线是专供往返于桑格豪森的列车使用，而往返于诺德豪森和巴特朗根萨尔察的列车应停靠于相邻的3号月台。2号和6号月台的西端尽头线则主要服务于往返于阿恩施塔特，以及继续通往苏尔、伊尔默瑙或萨尔费尔德的列车。此外，在车站南端的7号岛式月台还有供向东通往魏玛的通过式到发线，它建于1940年至1941年间。这些月台编号一直生效至1975年。随后采用了一个新的编号方式，使得每个月台边上的每条到发线都有自己的编号。自1992年起，德国联邦铁路终于以轨道编号取代月台编号。然而这也存在一些问题，因为企业内部的轨道编号无法很好的与月台编号相匹配。
车站在南侧入口和东侧出口分别设有信号所Ew和骑楼式信号所Er。此外在5道和8道之间还有蘑菇式信号所Es以及在前厅上方的鸟巢式信号所Ev。整个轨道设施的电气化改造在1967年完成。
作为第二座车站大楼，该建筑是以其原本的风格样式一直运营至2000年。而新建的第三座车站，则仅集成了原建筑的门厅。

### 2002年至今

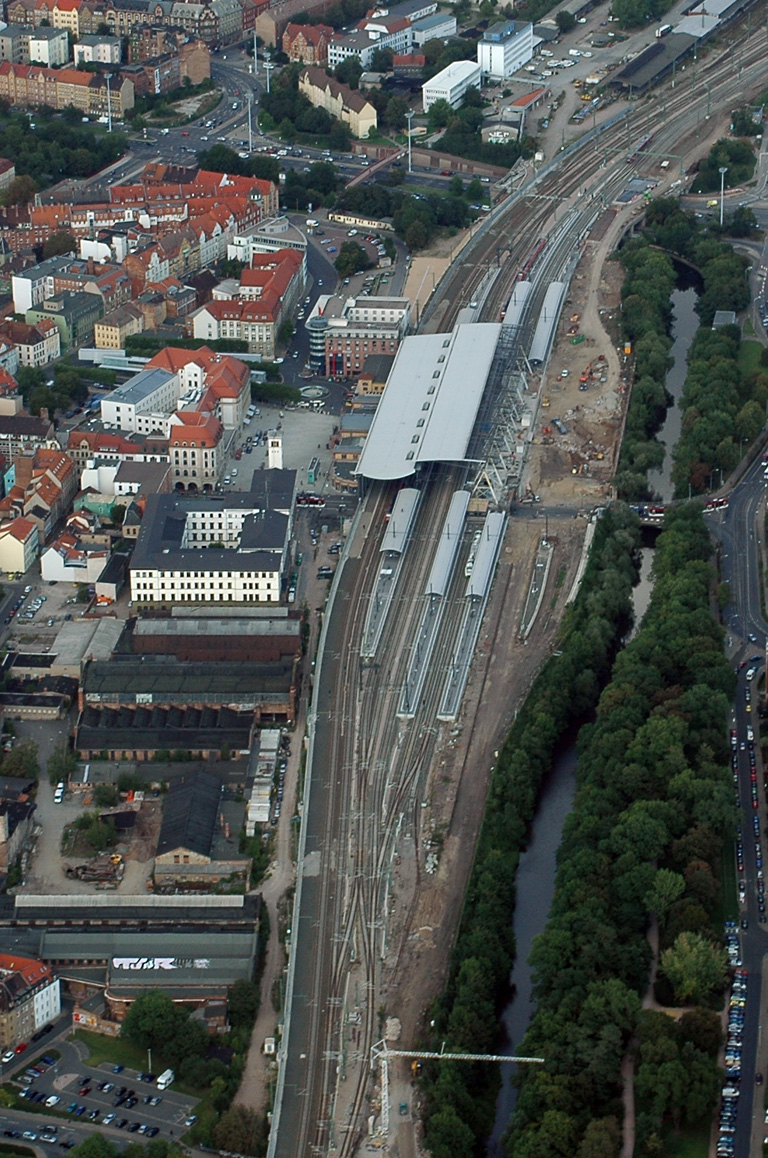
2007年8月的施工状态鸟瞰

在此前确定了拆除历史性的岛式建筑的轮廓后，车站自2002年起开始进行了广泛的现代化改造，并自2008年12月13日正式通车。然而，此时并非所有的改造工作都已完成。这一阶段改造的总费用高达2.6亿欧元，其中图林根州和埃尔福特市承担其中的4400万欧元 betragen. Der Freistaat Thüringen und die Stadt Erfurt beteiligten sich daran mit 44 Millionen Euro。
改造的规划审批是在1990年代中期完成。动工仪式则是在2001年9月22日举行。新建成的轨道设施包括分布在12座月台旁的21条到发线和67个转辙器。在施工过程中，还有新建了6座铁路桥梁。轨道设施的下方是一个占地约3000㎡、名为“服务中心（Dienstleistungszentrum）”的购物中心。而购物中心的下方则建有一个地下停车场。两处设施的面积在规划过程中都有所削减。
新火车总站的整体方案是通过一项包含城市规划理念的公开设计竞赛来确定。在1995年秋天，一个由11人组成的评审团从总共123项作品中选出了优胜方案作为车站改造的方案。其中拆除历史性的岛式建筑遭到市民强烈抗议，并获得了魏瑪包豪斯大學的支持，然而当局并没有理会。
在1995年9月，关于铁路枢纽改造的规划审批正式获得通过。规划中的措施涉及5公里轨道、46公里接触网以及8座铁路桥梁的更新。
1998年5月26日，各方对改造的融资协议达成一致。总费用预计为2.07亿德国马克。这项工程应自1999年秋季启动并于2003年完成。而在大规模的建设工程开始之前，一个用于控制埃尔福特铁路枢纽的电子信号所率先于1999年3月14日投入运营。通过这一设施，可以替换原3岁至92岁高龄的旧中继式、机电式和机械式信号所，并仅需3位调度员便可对155个转辙器、154个信号机和119个附加信号进行控制。这项先期完工是必要的，因为旧的安全技术是禁止改造的。实施这个车站自动闭塞的安全技术构想，也是为了使改造工程能够分阶段展开。该电子信号所如今是由莱比锡调度中心进行远程操作。
至2001年10月，在费塞尔巴赫和霍普夫加尔滕境内的车站连同3个闭塞站都被整合至埃尔福特电子信号所。
经过八个月的施工期，翻新后的车站大楼于2002年8月21日投入运营。在这一时间点上所估计的工程总造价为2.5亿欧元，并应至2006年完工。
埃尔福特火车总站的全面改造是自2002年启动。在这里，轨道场将进行全面的重新设计，而原有的车站大楼（部分）以及连接站前大街的行人隧道也将拆除。通过改造，埃尔福特火车总站将尤其能在未来满足纽伦堡－埃尔福特和埃尔福特－莱比锡/哈勒两条高速铁路之间的交汇点的功能要求。该规划的主要目标是，将慕尼黑至柏林间的与法兰克福至德累斯顿间的城际快车线路相连，并通过往来停站以缩短旅行时间。
在此期间，建设工程被搁置了两年，因为在当时尚不确定与埃尔福特相连的两条高速铁路项目是否会得到落实。

月台大堂内部

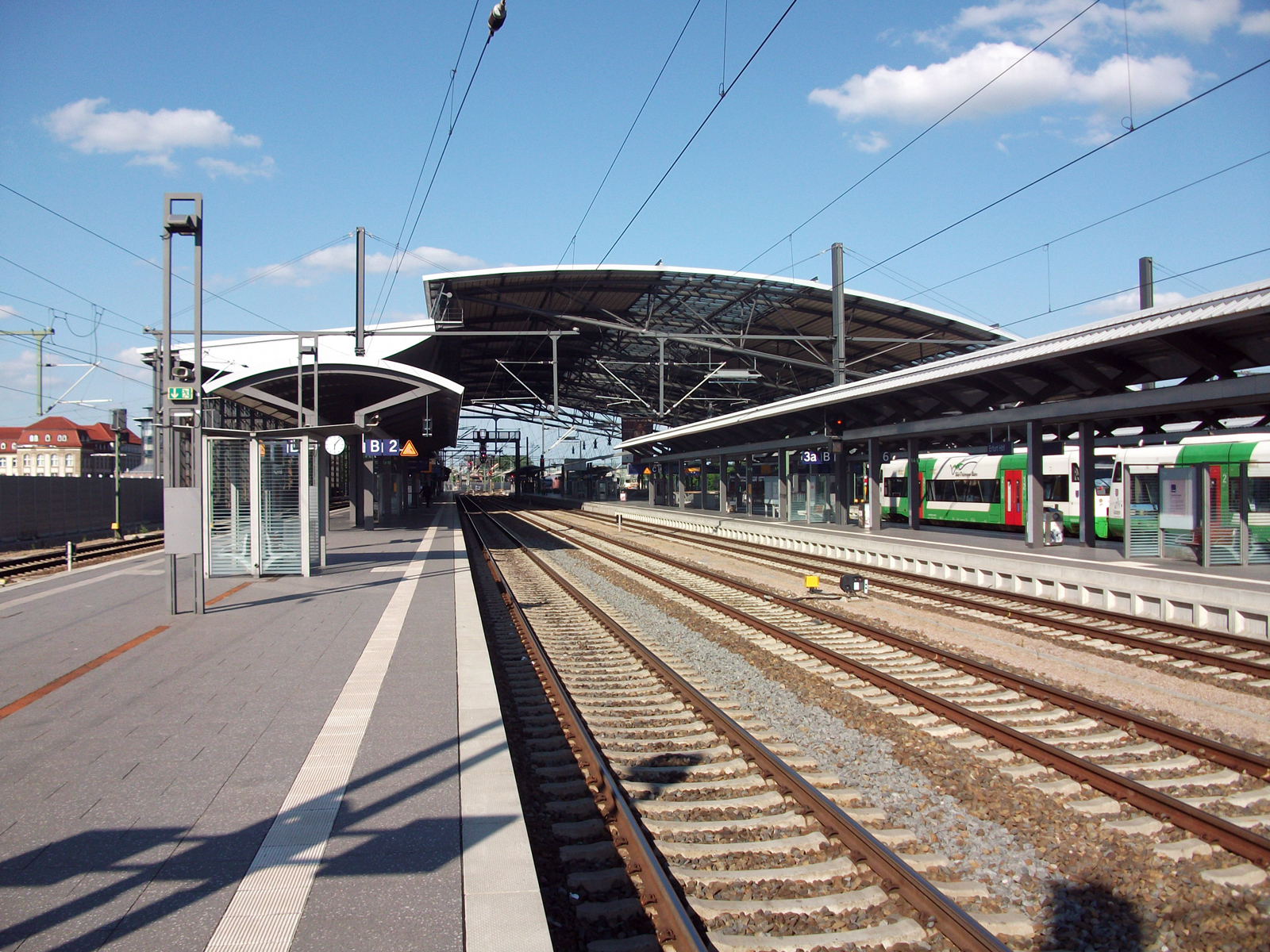
1/2道视角

车站的重建是分为多个阶段进行，这是由于列车运行必须完全保持畅通。为此，最初在车站南侧搭建了一个额外用于7a道的临时月台。岛式月台也实现了与9条通过线和4条尽头线相连。两个外侧的长途月台1/2号和9/10号则有420米的长度。
150米长的双殿式大堂顶棚是由一个跨度20米长的侧殿和65米长的中殿所组成，最大挑高为20米。其原本设计的长度为190米。在2.5公里长的线路交汇区域的改造过程中还使用了隔音墙，使得总长度达到3.0公里。
作为新建车站大楼的第一部分，经过改造的前厅是在2005年落成。
至2005年12月的运行图调整时，火车总站的北侧正式投入运营。它是由一个半透明的地上层、新开放的北侧岛式月台（1道和2道）和部分跃式中部月台，以及位于地面层和地下层的商场连廊所组成。
在这一时间点所估计的费用总支出达到2.6亿欧元。它们将由图林根州、埃尔福特市和德国铁路共同承担。
下一阶段的部分开业发生于2007年6月3日。在经过44小时的全封闭施工后，北侧的中部月台（3道）连同四条分别新建于东侧（4道和5道）和西侧（6道和7道）的尽头式轨道均投入运营。
最后的施工阶段一直持续至2008年3月，这里主要是对南侧的旧轨道区域（原5道、6道、7道和7a道）包括剩余的旧跨线天桥实施拆除。随后，玻璃顶棚结构的其余部分及位于其下方的月台（8道、9道和10道）相继落成。经过再一次27小时的全封闭施工后，这一部分于2008年11月30日开始整体通车。与此同时，南侧的9号长途月台最初是作为320米长不含高架电缆的尽头式月台投入运营，并临时与10号月台相连，直至东部出口的两座紧接着的桥梁完工。
2012年5月底，在总封闭施工时长达64小时后，东侧的新建铁路和西侧的火车总站得以通过一条12公里长的轨道场实现交汇。同时9/10号月台的两侧也与之相连，并以自身420米的月台长度可供ICE列车停靠。此外，跨越调洪河槽的新南部入口已移交使用，而候车室也进行了重新设计。
在车站以东的达伯施泰特还建有一个立体交汇建筑，在新建线路上通往莱比锡的列车可以藉此设施立体跨越来自桑格豪森的线路和来自沃尔克拉姆斯豪森的线路。在2013年的五旬节期间，该建筑作为节点闭塞的一部分投入运营。而火车总站西侧的5条到发线也是在当时通车。
按计划，为了接入两条新建线路总共需要进行9次完全封闭。而4.8亿欧元的计划总支出至2012年5月已投入3.36亿欧元。共有数十家企业和超过300名员工参与了这个项目（截至2014年8月）。从2015年11月20日至22日，车站为了对其余的轨道场进行调试而再度进行完全封闭。而各需一次全封闭的另外两个施工阶段，则仍有待安排。
施工结束后，车站的列车通过速度应可达到100km/h。在改造的第二阶段，来自艾森纳赫的线路应该可以立体跨越通往莱比锡的新建线路。但由于缺乏资金，这项改造仅作为一种选项提出，并在相应的区域内作预留。
在三个电子信号所子站和供德国统一第8号交通工程新造线路所使用的五个ETCS子站之中，各有两个（埃尔福特枢纽及埃尔福特新线）和三个是设于车站范围内。这些设备都被安装在货运站北侧的一个模块化建筑内。

## 月台参数
| 轨道 | 长度 (米) | 高度 (厘米) |
| ---- | --------- | ----------- |
| 1    | 420       | 76          |
| 2    | 420       | 76          |
| 3    | 554.5     | 55          |
| 4    | 215       | 55          |
| 5    | 213       | 55          |
| 6    | 184.2     | 55          |
| 7    | 184.2     | 55          |
| 8    | 552.4     | 55          |
| 9    | 421       | 76          |
| 10   | 419       | 76          |

## 交通连结

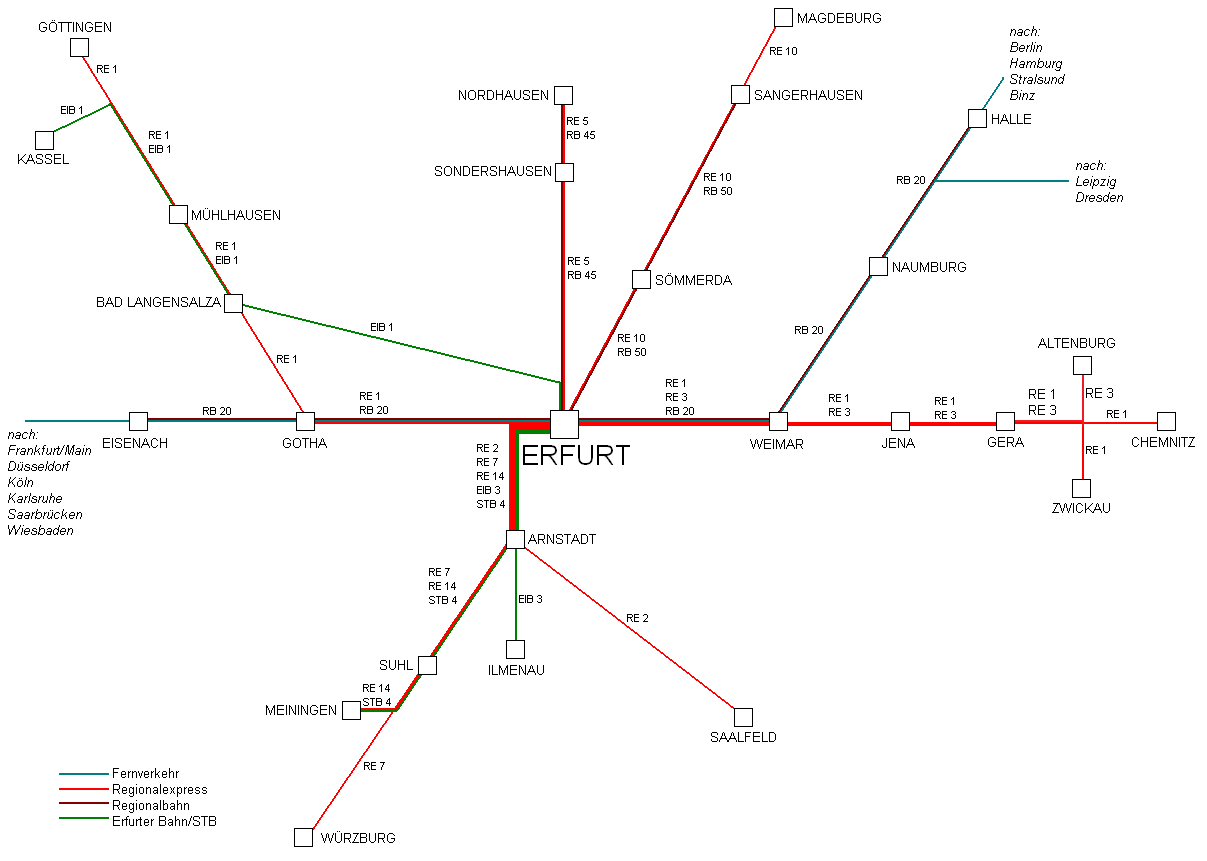
行经埃尔福特的线路 (按2009年运行图)

至1945年，车站已成为东西向线路上重要的国家级枢纽，柏林至法兰克福以及德国中部至鲁尔区之间均藉此相连。因此仅在1939年，便每日开行有三班长途快速动车服务通往法兰克福，而往柏林方向也有两班。其中通往法兰克福的巡航速度已达到106km/h。此外，还有单独前往贝布拉方向的另外约30班快速、普快和普客列车。至于南部方向，则有经由图林根森林通往维尔茨堡的一班长途快速列车、四班快速和一班普快列车。
1988年，在德国国营铁路货物运输量最高峰的一年，车站连同相邻的货运站日均通过80列编组列车发送约2450节车皮。
对于东西向和南北向交通，车站由于其边境位置而在1945年至1990年期间失去了其国家级枢纽的意义。不过，它仍然是图林根最为重要的交通枢纽。而当两德统一后，车站在德国国内的交通地位再度提升。在长途运输方面，每周有大量上班族从德国东部往返于南部和西部间的工作场所；而最重要的短途运输服务则是通往周边城市魏玛和耶拿，其中除了大约4万名学生外，往返于这三个城市间的上班族也是一个巨大的群体。
随着两条新建铁路的规划在图林根州开始通车，往埃尔福特枢纽的区域运输服务也得到扩大。这应该是一个由整体钟面运行图组成的交点。在30分钟的对称时刻内，所预定的到达和发车时间应在24至36分钟之间。此时应有4班分别通往德累斯顿、法兰克福、慕尼黑和柏林方向的ICE列车在火车总站停靠。区域列车会在各班ICE列车之前到发，并在之后不久离开。它们在埃尔福特火车总站的抵达时间会在上述四个方向的长途列车到达之前的5至15分钟不等。长途列车会在车站北侧或南侧的两个中部月台停靠，区域列车则会使用车站中央区域的各4条通过线或尽头线。与新建线路到发轨道之间的联结是在车站北端，它与往法兰克福和往魏玛方向既有线路的轨道相连，而轨道设施的其它部分则必须立体交汇。
根据2013年8月的规划状态，车站应在奇数小时将来自柏林/哈勒（28.1号线，通往纽伦堡/慕尼黑）、来自柏林/莱比锡（11号线，通往法兰克福/斯图加特）、通往莱比锡/德累斯顿（50号线，来自法兰克福）和通往莱比锡/柏林（28.2号线，来自纽伦堡/慕尼黑）的长途列车彼此连接在一起。在偶数小时则提供各自相反方向列车之间的中转。每两小时提供一班来自魏玛和来自耶拿/格拉的区域运输中转；而根据德国铁路的公告，它们会在进一步的规划过程中将这些线路的联结加密至每小时一班。最短过渡时间则为10分钟。此外，在柏林至慕尼黑间开行的ICE短跑手也应在埃尔福特停靠。而根据2015年末的规划状态，转移经由萨克森和图林根运行的ICE-11号线也应每半小时在埃尔福特停靠。
随着新造线路建成通车，车站每日的旅客发送量已增加至4.5万人次。

### 长途运输
| 线路   | 走向 | 走向 | 走向 | 频率                            |
| ------ | --- | --- | --- | ------------------------------- |
| ICE 15 | (宾茨东海浴场 － 施特拉尔松德 －) 柏林 － 哈勒 － 埃尔福特 － 法兰克福                                                 | (宾茨东海浴场 － 施特拉尔松德 －) 柏林 － 哈勒 － 埃尔福特 － 法兰克福                                                 | (宾茨东海浴场 － 施特拉尔松德 －) 柏林 － 哈勒 － 埃尔福特 － 法兰克福                                                 | 两小时1班                       |
| ICE 28 | 慕尼黑 － 纽伦堡 － 维尔茨堡 － 富尔达 － 艾森纳赫 － 哥达 － 埃尔福特 － 莱比锡 － 路德城维滕贝格 － 柏林 (－ 汉堡)   | 慕尼黑 － 纽伦堡 － 维尔茨堡 － 富尔达 － 艾森纳赫 － 哥达 － 埃尔福特 － 莱比锡 － 路德城维滕贝格 － 柏林 (－ 汉堡)   | 慕尼黑 － 纽伦堡 － 维尔茨堡 － 富尔达 － 艾森纳赫 － 哥达 － 埃尔福特 － 莱比锡 － 路德城维滕贝格 － 柏林 (－ 汉堡)   | 两小时1班 (改道运行至2016年9月) |
| ICE 50 | 莱比锡 － 埃尔福特 － 艾森纳赫 － 富尔达 － 法兰克福南 － 法兰克福机场                                                 | 莱比锡 － 埃尔福特 － 艾森纳赫 － 富尔达 － 法兰克福南 － 法兰克福机场                                                 | 莱比锡 － 埃尔福特 － 艾森纳赫 － 富尔达 － 法兰克福南 － 法兰克福机场                                                 | 两小时1班                       |
| ICE 50 | 德累斯顿 － 里萨 － 莱比锡 － 埃尔福特 － 哥达 － 艾森纳赫 － 富尔达 － 法兰克福 － 美因茨 － 威斯巴登 (－ 萨尔布吕肯) | 德累斯顿 － 里萨 － 莱比锡 － 埃尔福特 － 哥达 － 艾森纳赫 － 富尔达 － 法兰克福 － 美因茨 － 威斯巴登 (－ 萨尔布吕肯) | 德累斯顿 － 里萨 － 莱比锡 － 埃尔福特 － 哥达 － 艾森纳赫 － 富尔达 － 法兰克福 － 美因茨 － 威斯巴登 (－ 萨尔布吕肯) | 两小时1班                       |
| IC 50  | 杜塞尔多夫 － | 杜伊斯堡 － 埃森 － 波鸿 － 多特蒙德 － 哈姆 － 帕德博恩 － 卡塞尔-威廉山 － 艾森纳赫 － 埃尔福特 － 魏玛 －           | 耶拿-戈施维茨 | 个别班次                        |
| IC 50  | 科隆 － | 杜伊斯堡 － 埃森 － 波鸿 － 多特蒙德 － 哈姆 － 帕德博恩 － 卡塞尔-威廉山 － 艾森纳赫 － 埃尔福特 － 魏玛 －           | 哈勒 － 柏林 | 个别班次                        |

### 区域运输
| 线路   | 走向 | 频率(分钟) | 车型         | 运营商       |
| ------ | --- | ---------- | ------------ | ------------ |
| RE 1   | 哥廷根 － 莱内费尔德 － 哥达 － 埃尔福特 － 耶拿-戈施维茨 － 格拉 － 格斯尼茨 － 格劳豪                       | 120        | 612型        | 德铁区域运输 |
| RE 2   | 埃尔福特 － 巴特朗根萨尔察 － 米尔豪森 － 莱内费尔德 － 艾兴贝格 － 卡塞尔-威廉山                             | 120        | 642型        | 德铁区域运输 |
| RE 3   | 埃尔福特 － 魏玛 － 耶拿-戈施维茨 － 赫尔姆斯多夫-克洛斯特劳斯尼茨 － 格拉 － 阿尔滕堡/格赖茨 － 埃尔斯特贝格 | 120        | 612型        | 德铁区域运输 |
| RE 7   | 埃尔福特 － 阿恩施塔特 － 普劳埃 － 采拉-梅利斯 － 苏尔 － 格里门塔尔 － 施韦因富特 － 维尔茨堡               | 120        | 612型        | 德铁区域运输 |
| RE 10  | 埃尔福特 － 瑟默达 － 阿尔滕 － 桑格豪森 － 黑特施泰特 － 居斯滕 － 施塔斯富特 － 马格德堡                    | 120        | 642型        | 德铁区域运输 |
| RE 16  | 埃尔福特 － 魏玛 － 阿波尔达 － 大黑林根 － 巴特克森 － 瑙姆堡                                                | 120        | 9442型       | 阿贝利奥     |
| RE 17  | 埃尔福特 － 魏玛 － 阿波尔达 － 巴特苏尔察 － 巴特克森 － 瑙姆堡 － 魏森费尔斯 － 莱比锡                      | 120        | 9442型       | 阿贝利奥     |
| RE 45  | 埃尔福特 － 阿恩施塔特 － 普劳埃 － 采拉-梅利斯 － 苏尔 － 格里门塔尔 － 迈宁根                               | 个别班次   | 612型        | 德铁区域运输 |
| RE 55  | 埃尔福特 － 施特劳斯富特 － 格罗伊森 － 松德斯豪森 － 沃尔克拉姆斯豪森 － 诺德豪森                            | 120        | 642型        | 德铁区域运输 |
| RE 56  | 埃尔福特 － 施特劳斯富特 － 格罗伊森 － 松德斯豪森 － 沃尔克拉姆斯豪森 － 诺德豪森                            | 120        | 642型        | 德铁区域运输 |
| RB 20  | 艾森纳赫 － 哥达 － 埃尔福特 － 魏玛 － 阿波尔达 － 瑙姆堡 － 梅泽堡 － 哈勒                                  | 060        | 9442型       | 阿贝利奥     |
| EB 23  | 埃尔福特 － 新迪滕多夫 － 阿恩施塔特 － 施塔特伊尔姆 － 罗滕巴赫 － 萨尔费尔德                                | 120        | 650型        | 埃尔福特铁路 |
| STB 44 | 埃尔福特 － 新迪滕多夫 － 阿恩施塔特 － 普劳埃 － 采拉-梅利斯 － 苏尔 － 格里门塔尔 － 迈宁根                 | 120        | 650型        | 南图林根铁路 |
| EB 46  | 埃尔福特 － 新迪滕多夫 － 阿恩施塔特 － 普劳埃 － 伊尔默瑙 (－ 伦施泰格)                                      | 060        | 650型，ITINO | 埃尔福特铁路 |
| RB 52  | 埃尔福特 － 巴特朗根萨尔察 － 米尔豪森 － 莱内费尔德                                                          | 120        | 642型        | 德铁区域运输 |
| RB 59  | 埃尔福特 － 瑟默达 － 阿尔滕 － 桑格豪森 － 艾斯莱本 － 哈勒 – 比特费尔德                                     | 120        | 9442型       | 阿贝利奥     |
| RB 59  | 埃尔福特 － 瑟默达                                                                                            | 060        | 9442型       | 阿贝利奥     |